# On a 20 ans pour changer le monde
On a 20 ans pour changer le monde est un documentaire français réalisé par Hélène Médigue, sorti en France le 11 avril 2018.
Le film qui traite d'agroécologie et de permaculture est le fruit d'une collaboration entre la réalisatrice Hélène Médigue et le fondateur de Fermes d'Avenir, Maxime de Rostolan. 

## Genèse du projet
Le film le travail mené par cette association autour de la transition agricole : réduire les pesticides, sauver les sols détruits par les intrants chimiques,,,,. Le documentaire prend surtout appui sur l'expérimentation de la micro-ferme en agro-écologie et permaculture de La Bourdaisière (Indre-et-Loire) créée fin 2013 par Maxime de Rostolan, mais arrêtée en janvier 2020 à la suite de résultats économiques très décevants et en deçà des ambitions de départ.

## Fiche technique
- Titre : On a 20 ans pour changer le monde
- Réalisatrice : Hélène Médigue
- Scénariste : Hélène Médigue
- Photographie : Marine Tadié, Thibault Delavigne, Jean-Christophe Gaudry, Benoît Grimont
- Montage : Pauline Casalis, Eric Renault, Mathieu Goasguen
- Son: Marc Soupa, Mathieu Daude
- Musique : Christian Olivier
- Intervenants : Maxime de Rostolan, Xavier Mathias
- Producteur : François Charlent
- Distribution : Paname Distribution (France)
- Durée : 1h 26min